# Eleuterio Ramírez Football Club
El Eleuterio Ramírez Football Club fue un club chileno de fútbol con sede en la ciudad de Santiago.
Fundado el 18 de septiembre de 1904, fue uno de los clubes animadores de las competencias de la Asociación de Football de Santiago en los años 1910 y 1920.

## Palmarés

### Torneos locales
- Copa Unión de la Asociación de Football de Santiago (1): 1911
- Serie Extraordinaria de la Copa Unión de la Asociación de Football de Santiago (1): 1916[2]
- Copa República de la Asociación de Football de Santiago (1): 1918
- Primera División de la Liga Central de Football de Santiago (1): Serie G 1927.[nota 1]
- Subcampeón de la Copa Dawson de la Segunda División de la Asociación de Football de Santiago (1): 1907.
- Subcampeón de la Copa República de la Primera División de la Asociación de Football de Santiago (1): 1919.